# Матийо Дебюши
Матийо Дебюши (на френски: Mathieu Debuchy; роден на 28 юли 1985 във Фретен) е френски футболист, играе като десен бек и се състезава за Сент Етиен.

## Клубна кариера

### Лил
Дебюши започва кариерата си в клуба от родния му град Унион Спортиве Фретен, а на осем години преминава в Лил. Десет години играе из юношеските формации на отбора преди да бъде промотиран в първия отбор през зимата на сезон 2003/04. Взима номер 33 и прави своя дебют на 31 януари 2004 година срещу Мец. Изиграва пълни 90 минути, а Лил побеждава с 1-0. Дебюши изиграва още пет мача – два започва като титуляр и в три се появява като резерва.
През следващия сезон взима фланелката с номер 2 и участията му значително се увеличават. Участва в 19 мача и отбелязва три гола. Първия гол в професионалната си кариера вкарва срещу Бордо в първата минута на мача. Играе важна роля в участието на отбора в УЕФА Къп. Отбора стига до 1/16 финалите, където е елиминиран от френския Оксер.
През сезон 2005/06 е основна фигура в първия състав. На 26 март 2006 година се контузва в мач срещу Страсбург и отсъства от терените за шест месеца. Седмица по-късно подписва нов договор с Лил до лятото на 2010 година.
На 28 февруари 2011 година още веднъж подписва нов договор до лятото на 2015 година. Дебюши участва въвв всичките пет мача на Лил, помагайки на отбора да стигне до финала за Купата на Франция. На финала е титуляр, а отбора му побеждава Пари Сен Жермен с 1-0 на Стад дьо Франс. Седмица по-късно Лил става шампион на Франция след равенство 2-2 като гост отново на Пари Сен Жермен. Дебюши подава за втория гол на Муса Соу. Този резултат означава, че Лил печели първата си шампионска титлта от сезон 1953/54 насам и първи дубъл от сезон 1945/46.
Следващия сезон започва с равенство 1-1 срещу Нанси на 6 август 2011 година, а Дебюши открива резултата в 47-ата минута. На 12 февруари 2012 година Лил губи с 5-4 от Бордо, а Матийо вкарва третия гол за отбора си в срещата. Седмица по-късно Лил побеждава с 1-0 Лориан, а единствения гол в срещата е вкаран от Дебюши.

### Нюкасъл
На 4 януари 2013 година Дебюши преминава в английския Нюкасъл с договор за пет години и половина. На 12 януари 2013 година прави своя дебют аз клуба в мач срещу Норич.
Първия си гол вкарва на 27 октомври 2013 година в дербито на Севера срещу Съндърланд в мач, игран на Стейдиъм ъф Лайт. На 1 януари 2014 година Дебюши е изгонен за първи път като играч на Нюкасъл за грубо нарушение срещу Клаудио Якоб при загубата с 1-0 от Уест Бромич Албиън.

### Арсенал
На 17 юли 2014 година Дебюши преминава в Арсенал. Сумата по трансфера е неоповестена, но се смята, че е около 12 милиона паунда. Взима номер 2 от сънародника си Абу Диаби, който облича екипа с номер 24.
Дебюта си за Арсенал прави на 10 август 2014 година при победата с 3-0 за трофея Къмюнити Шийлд над шампиона Манчестър Сити. Срещата се играе на Уембли. Шест дни по-късно дебютира и в елита на Англия като играч на Арсенал. Удара му в добавеното време е спасен, но Аарън Рамзи прави добавка и Арсенал печели с 2-1 срещу Кристъл Палас. На 27 август е изгонен за два жълти картона в плейофа за влизане в Шампионска лига срещу Бешикташ.
На 13 септември 2014 година се контузва тежко при равенството 2-2 срещу Манчестър Сити и е извън игра за около три месеца. Завръща се в игра срещу Галатасарай на 9 декември. На 21 декември отбелязва първия си гол за Арсенал, изравнявайки резултата за 2-2 срещу Ливърпул на Анфийлд. На 11 януари 2015 година се контузва отново в мач срещу Стоук Сити. Изважда рамото си и отсъства отново за около три месеца.
На 18 април 2015 година Дебюши се завръща в игра. Взима участие в полуфинала за ФА Къп срещу Рединг, изигравайки пълни 120 минути.

## Национален отбор
На 5 август 2010 година получава първата си повиквателна за мъжкия отбор на Франция от новия мениджър на тима Лоран Блан за контролата срещу Норвегия. Мача се играе на 11 август, но Дебюши не взима участие в него. Първото си участие записва през ноември 2011 година. На 27 май 2012 година отбелязва първия си гол за Франция в контролата срещу Исландия, играна във Валансиен.
На 29 май 2012 година Блан избира Дебюши в състава от 23 души за Евро 2012 в Полша и Украйна. Започва като титуляр първия мач срещу ИАнглия при равенството 1-1. На 15 юни започва и втория мач от групата при загубата с 2-0 от домакина Украйна. Участва и в останалите два мача на Франция – третия мач от груповата фаза и загубата на четвъртфиналите от Испания.
Дебюши е повикан от Дидие Дешан за Световното първенство през 2014 в Бразилия. Участва във всички мачове без третия мач от груповата фаза срещу Еквадор. Преди този мач Франция вече се е класирала за елиминациите, а на негово място като титуляр започва Бакари Саня.

## Успехи

### Клубни

#### Лил
- Лига 1: 2010/11
- Купа на Франция: 2010/11

#### Арсенал
- Къмюнити Шийлд: 2014, 2015

### Индивидуални
- Отбор на сезона според Съюза на професионалните играчи във Франция: 2011/12